# Hugo Souza
Hugo de Souza Nogueira (ur. 31 stycznia 1999 w Duque de Caxias) – brazylijski piłkarz występujący na pozycji bramkarza, od 2024 roku zawodnik Corinthians.